# Jorge Escobar
Jorge Alberto Escobar (San Juan, Argentina, 1 de septiembre de 1952) es un político argentino del Partido Justicialista que se desempeñó como gobernador de San Juan en dos oportunidades (1991-1992 y 1994-1999). Fue reelecto por voto popular en 1995.

Nacido en San Juan el 1 de septiembre de 1952, Jorge era hijo de José Miguel Escobar, un empresario representante de Ford en San Juan, nacido en Tucumán y de Nélida Margot Gómez.Jorge, tras terminar sus estudios en la escuela primaria, ingresó en el liceo militar General Espejo, en Mendoza, recibiéndose de licenciado en administrador de empresas. Tras la muerte de su padre debió hacerse cargo de la empresa familiar Escobar S.A. pese a su juventud ya había presidido ACARA, la asociación de propietarios de Agencias de Automovilistas y el Club San Martín. 

## Llegada al gobierno
Escobar resultó elegido gobernador de San Juan el 11 de agosto de 1991. Con el 32,66% de los votos, se impuso con a la fórmula del partido provincial Cruzada Renovadora, que obtuvo el 30,13% de los sufragios. Fue separado del cargo y restituido tras fallo de la Corte Suprema de la Nación lo absolvió.Fue reelecto por voto popular en 1995.la actividad privada floreció bajo su mandato, con la expansión de iniciativas como las viviendas Natania, destacando la entrega masiva de viviendas y la reactivación económica del sector privado.

## Segundo mandato (1995-1999)
En 1995, Escobar fue reelecto con 47,9% de los votos, imponiéndose por amplio margen frente a la coalición Alianza Federal, que obtuvo el 28,68% de los votos.
En 1995, Escobar fue reelecto con 47,9% de los votos, imponiéndose por amplio margen frente a la coalición Alianza Federal, y comenzando su segundo mandato hasta 1999. Implementó el tren sanitario el gobierno consiguió un tomógrafo computado y tráileres ginecológicos, pediátricos, odontológicos y oncológicos que recorrían las zonas alejadas de la provincia. 

## Política económica
La política económica implementada por Escobar en San Juan sintonizó con la que, a nivel nacional, desarrolló el gobierno de Carlos Menem. Escobar privatizó, entre otras instituciones, el Banco de San Juan.Firmó el Pacto Fiscal con Cavallo y ordenó las finanzas de la provincia. En el área del ministerio de la producción, infraestructura y medio ambiente se ha trabajado desde el instituto provincia de la vivienda en la finalización y entrega de 1.764 casas, una escuela y un puesto sanitario, durante 1995; existiendo para 1996, un total de 1.800 viviendas en ejecución y en lo que va del año 580.
En este periodo serán iniciadas 2.802 viviendas y en la actualidad hay otro establecimiento escolar en ejecución.
En el ámbito de agricultura y ganadería, destacamos la intensificación de la lucha contra la mosca de los frutos y los trabajos realizados en forma conjunta con el instituto argentino de sanidad y calidad vegetal (IASCAV) y el gobierno de Mendoza, para la erradicación de la globodera en el ajo y la cebolla, lo que ha dado resultados, porque la provincia se encuentra libres de esta plaga.
En esta área fue creado y puesto en funcionamiento el ente de comercio exterior (ENCOMEX) y fue puesto en marcha el programa integral de asesoramiento en comercio internacional a los municipios.
En lo referente a minería, fueron licitadas y adjudicadas seis áreas de reservas mineras, por las que se ofertó un total aproximado de noventa millones de dólares, en concepto de exploración y a invertir en el lapso de cinco años. Sin duda, que esto será el comienzo del futuro desarrollo de la provincia en este plan de gobierno.En el área de vialidad provincial fueron pavimentados y repavimentados 18 kilómetros de rutas provinciales y por el sistema de administración se pavimentaron y repavimentaron 36 kilómetros de calles de nuestra provincia con una inversión de seis millones trescientos mil dólares.
En distintos departamentos de la provincia se efectúan obras de pavimentación y reparación por el sistema de bacheo en 241 kilómetros con una inversión de quinientos mil dólares.
La empresa obras sanitarias -sociedad del estado- ha beneficiado a 4500 habitantes con la instalación y habilitación de cañerías de agua potable de la ciudad de San Juan y el gran San Juan, con una extensión de 96,5 kilómetros y 890 conexiones domiciliarias. de igual modo, ha beneficiado a 2.500 habitantes en el interior de la provincia.